# Irving Thalberg
Pour les articles homonymes, voir Thalberg.
Irving Grant Thalberg (30 mai 1899 - 14 septembre 1936) est un producteur de cinéma américain des débuts du cinéma. Il était surnommé The Wonder Boy pour sa jeunesse et son habileté inégalée à sélectionner les bons scénarios, choisir les acteurs, rassembler l'équipe de production et en tirer des films à succès comme Grand Hotel, La Malle de Singapour, Une nuit à l'opéra, Les Révoltés du Bounty, Le Roman de Marguerite Gautier et Visages d'Orient. Ses films se sont exportés à l'international, « projetant une image séduisante du quotidien américain plein de vitalité et enraciné dans la démocratie et la liberté personnelle » selon le biographe Roland Flamini.
Originaire de Brooklyn, il est atteint d'une maladie cardiaque congénitale qui, selon les médecins, le tuera avant l'âge de trente ans. Après avoir obtenu son diplôme d'études secondaires, il travaille comme commis de magasin pendant la journée et, pour acquérir des compétences professionnelles, suit un cours du soir de dactylographie. Il trouve ensuite du travail comme secrétaire au bureau new-yorkais d'Universal Studios, puis est nommé directeur de studio pour l'installation à Los Angeles. Là, il supervise la production d'une centaine de films au cours de ses trois années au sein de la société, dont Notre-Dame de Paris (1923).
À Los Angeles, il s'associe au nouveau studio de Louis B. Mayer et, après sa fusion avec deux autres studios, contribue à la création de la Metro-Goldwyn-Mayer (MGM). Il est nommé chef de la production de la MGM en 1925, à l'âge de vingt-six ans, faisant d'elle le studio le plus prospère d'Hollywood. Au cours de ses douze années à la MGM, jusqu'à sa mort prématurée à l'âge de 37 ans, il produit quatre cents films, dont la plupart portent son empreinte et ses innovations, notamment en organisant des conférences d'histoire avec des scénaristes, des avant-premières pour obtenir des retours précoces et de nombreux retournages de scènes pour améliorer le film. En outre, il fait découvrir le cinéma d'horreur au public et co-écrit le « code de production », des lignes directrices en matière de moralité suivies par tous les studios. Au cours des années 1920 et 1930, il synthétise et fusionne le monde du théâtre dramatique et des classiques littéraires avec les films hollywoodiens.
Thalberg a permis à de nombreux acteurs de devenir des stars et a soigné leurs images à l'écran. Parmi eux figurent Lon Chaney, Ramon Novarro, Greta Garbo, John Gilbert, Lionel Barrymore, Joan Crawford, Clark Gable, Jean Harlow, Wallace Beery, Spencer Tracy, Luise Rainer et Norma Shearer, qui devint sa femme. Il avait la capacité de combiner qualité et succès commercial et on lui attribue le mérite d'avoir adapté ses aspirations artistiques aux exigences du public. Après sa mort, les producteurs hollywoodiens déclarent qu'il est « la figure la plus importante de l'histoire du cinéma » au monde. Le président Franklin D. Roosevelt écrit « Le monde de l'art est plus pauvre avec le décès d'Irving Thalberg. Ses idéaux élevés, sa perspicacité et son imagination ont été mis au service de la production de ses chefs-d'œuvre ». Le Irving G. Thalberg Memorial Award, décerné périodiquement par l'académie des Oscars depuis 1937, est décerné aux producteurs dont l'ensemble de l'œuvre reflète une constance de la qualité.
Son parcours a par la suite influencé plusieurs autres producteurs. Parmi eux Harvey Weinstein, Marc Platt, Steven Spielberg ou encore Walt Disney.

## Biographie
Fils d’immigrés juifs allemands, Irving Grant Thalberg voit le jour au domicile de ses parents à Brooklyn. Né avec une malformation cardiaque, son enfance est marquée par les maladies. Souvent contraint au repos forcé, il montre cependant un goût certain pour les études et la lecture, et les ambitions que sa mère nourrit pour lui le poussent à l'excellence.
À l’issue de ses études, il se forme seul au secrétariat et est engagé au siège new-yorkais de la prestigieuse Universal Pictures. Il y travaille d'abord comme secrétaire de D. B. Lederman, l'assistant de Carl Laemmle, légendaire fondateur des studios Universal, avant que celui-ci ne le remarque et en fasse son secrétaire personnel. Brillant, opiniâtre, consacrant toute son énergie à son travail (plus tard, il sera connu pour travailler de longues heures la nuit), il est nommé cadre chargé des productions sur le site californien des studios, Universal City, à 21 ans.
Rapidement, Thalberg apprend à compenser son apparence très jeune par une autorité certaine. Ainsi en 1922, il s’oppose à Erich von Stroheim concernant la longueur de Folies de femmes et contrôle tous les aspects de production de Notre-Dame de Paris (1923). Toutefois, en 1924, sa carrière prend un nouveau tournant quand il quitte Universal pour les productions Louis B. Mayer qui, peu après, s’uniront à Metro Pictures Corporation pour fonder la bien connue Metro-Goldwyn-Mayer.
Thalberg est également célèbre pour avoir créé la « unit production management scheme » (« système de gestion d’unité de production »), les productions hollywoodiennes se sont finalement divisées en « units », divisant par là le contrôle créatif d’un film entre producteur, directeur…
Il connaît son premier succès pour la MGM dès 1925 avec La Grande Parade dirigé par King Vidor. Par la suite, jusqu’en 1932, il supervise toutes les productions importantes et combine soigneusement la préparation des pré-productions avec des sneak previews (« avant-premières ») qui mesurent la réponse du public.
Mais, alors que son ardeur dans le travail lui permet de toujours obtenir les meilleurs résultats, Thalberg est rattrapé par la réalité d’une santé fragile. Atteint, depuis la naissance, de problèmes cardiaques, il est victime en 1932 d’un infarctus. Profitant de ce moment d’invalidité, Louis B. Mayer, qui jalouse depuis quelque temps le pouvoir et le succès de Thalberg, décide de le remplacer par David O. Selznick et Walter Wanger. Lorsque Thalberg reprend le travail, en 1933, il n’est plus qu’un des producteurs du studio. Néanmoins, il participe au développement de quelques-unes des plus prestigieuses entreprises de la MGM comme Grand Hotel (1932), Les Révoltés du Bounty (1935), La Malle de Singapour (1935), Une nuit à l'opéra (1935) avec les Marx Brothers, San Francisco (1936), et Roméo et Juliette (1936).

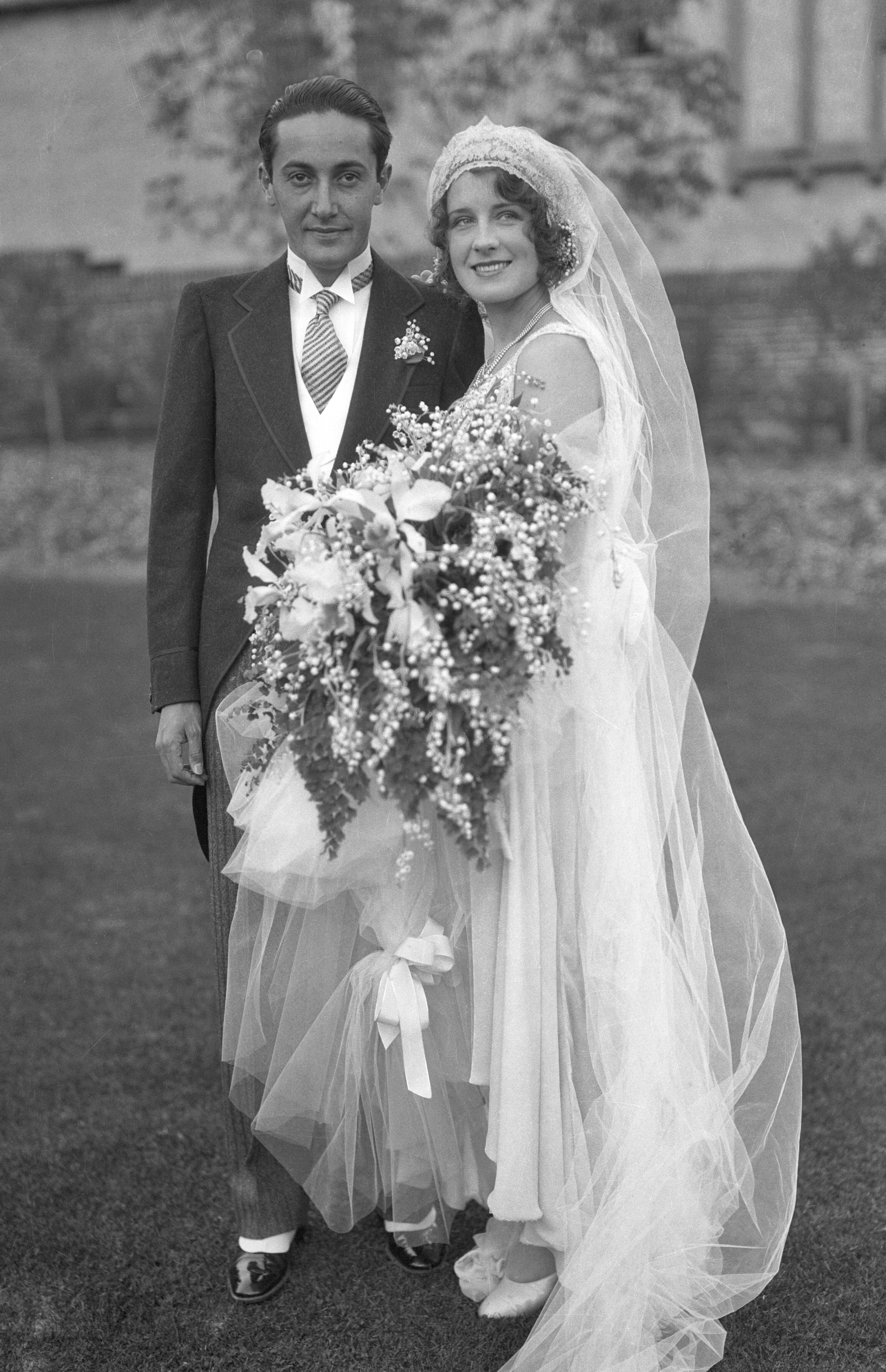
Irving Thalberg et Norma Shearer le jour de leur mariage en 1927.

Sur le plan sentimental, à son arrivée chez MGM, Thalberg fréquentait l’actrice Norma Shearer. Il l’épouse en 1927 et souhaite faire d’elle une femme au foyer. Mais Norma refuse d’abandonner sa carrière d’actrice. Dès lors, son époux lui confiant de meilleurs rôles, elle deviendra la plus grande star de la MGM au cours des années trente. Ensemble, ils eurent deux enfants, Irving Jr. (1930–1987) et Katherine (1935-2006).
Thalberg n’est âgé que de 37 ans lorsqu’il meurt d’une pneumonie, à Santa Monica, en Californie pendant la pré-production de Un jour aux courses (1937), et Marie-Antoinette (1938).
Thalberg repose dans le grand mausolée du Forest Lawn Memorial Park de Glendale, en Californie. Norma Shearer l’y a rejoint en 1983, elle qui avait fait graver sur la tombe de son défunt mari : « My Sweetheart Forever » (« Mon bien-aimé pour toujours »).

## Postérité et hommages
De son vivant, Thalberg refusait que son nom apparaisse à l’écran et on lui prêtait l’expression suivante : Credit you give yourself is not worth having (« les honneurs fait à soi-même n’en valent pas la peine »). C’est pourquoi vous ne le trouverez qu’au générique de deux films seulement. Ainsi, à la fin de sa dernière œuvre, Visages d'Orient (1937), on peut lire : To the Memory of Irving Grant Thalberg his last greatest achievement we dedicate this picture (« À la mémoire d’Irving Grant Thalberg, nous lui dédions ce film, sa dernière grande œuvre »). L’autre dédicace date de 1939 pour Au revoir Mr. Chips, un film qu’il avait mis en route peu de temps avant sa mort.
Un prix décerné par l'Academy of Motion Picture Arts and Sciences porte son nom.
- Francis Scott Fitzgerald, dans son dernier et inachevé roman, The Last Tycoon (Le Dernier Nabab), s’est largement inspiré de Thalberg pour créer son personnage principal : le fascinant Monroe Stahr. « Milton Stahr (qui est Irving Thalberg - et ceci est mon grand secret) […] Thalberg m'a toujours fasciné. Son charme étrange, sa beauté extraordinaire, son succès et sa générosité, la fin tragique de sa grande aventure » (Fitzgerald a remplacé ensuite Milton par Monroe)[3]. Tout comme Thalberg, Stahr est brillant, autoritaire, populaire, marié à la star du studio et fragile physiologiquement. Le livre a été adapté au cinéma en 1976 par Elia Kazan avec Robert De Niro dans le rôle principal mais aussi Robert Mitchum, Jeanne Moreau,Tony Curtis, Theresa Russell et Jack Nicholson.

- Jean-Luc Godard l'évoque longuement dans Histoire(s) du cinéma, entre hommage et critique. Il est présenté comme le symbole d' Hollywood devenant l'usine à rêves à l'époque du fascisme.

« Irving Thalberg a été le seul qui, chaque jour, pensait 52 films. »

— Jean-Luc Godard dans Toutes les histoires, premier des huit épisodes d’Histoire(s) du cinéma.

## Dans la culture populaire

### Cinéma

#### Interprétations
- Son personnage est interprété par Robert Evans dans le film L'homme aux mille visages (1957).
- Son personnage est interprété par Ferdinand Kingsley dans le film Mank (2020).
- Son personnage est interprété par Max Minghella dans le film Babylon (2023).

#### Autres
La figure d'Irving Thalberg a inspiré le personnage de Monroe Stahr, initialement apparu dans le roman inachevé de F. Scott Fitzgerald Le Dernier Nabab. Ce rôle a été joué à deux reprises : 
- Par Robert De Niro dans Le Dernier Nabab de Elia Kazan (1976) ;
- Par Matt Bomer dans Le Dernier Seigneur de Billy Ray (2016).

### Théâtre
"Hollywood, premiers temps : Le bureau des merveilles" par Eric Szij, l'histoire d'Irving Thalberg, le jeune dirigeant de la MGM qui a créé "Les révoltés du Bounty" en 1935, avec Clark Gable, Charles Laughton.

## Distinctions

### Récompenses
- Oscars 1929 : Meilleur film pour The Broadway Melody
- Oscars 1932 : Meilleur film pour Grand Hôtel
- Oscars 1935 : Meilleur film pour Mutiny on the Bounty

### Nominations
- Oscars 1928 : Meilleur film pour The Hollywood Revue of 1929
- Oscars 1930 : Meilleur film pour La Divorcée

## Filmographie partielle
- 1921 : Reputation
- 1922 : The Dangerous Little Demon
- 1922 : Tu ne tueras point (The Trap), de Robert Thornby
- 1922 : Folies de femmes (Foolish Wives)
- 1923 : Les Chevaux de bois (Merry-Go-Round)
- 1923 : Notre-Dame de Paris (The Hunchback of Notre Dame)
- 1924 : Son heure (His Hour) de King Vidor
- 1924 : Larmes de clown (He Who Gets Slapped)
- 1924 : Les Rapaces (Greed)
- 1925 : Le Club des trois (The Unholy Three)
- 1925 : La Sorcière (The Mystic)
- 1925 : La Veuve joyeuse (The Merry Widow)
- 1925 : La Tour des mensonges (The Tower of Lies)
- 1925 : La Grande Parade (The Big Parade)
- 1925 : Ben-Hur
- 1926 : Torrent
- 1926 : La Bohème
- 1926 : Tom, champion du stade (Brown of Harvard) de Jack Conway
- 1926 : La Route de Mandalay (The Road to Mandalay) de Tod Browning
- 1926 : La Tentatrice (The Temptress)
- 1926 : Valencia
- 1926 : La Chair et le Diable (Flesh and the Devil)
- 1927 : Le Bateau ivre (Twelve Miles Out)
- 1927 : Le Prince étudiant (The Student Prince in Old Heidelberg)
- 1927 : Londres après minuit (London After Midnight)
- 1928 : La Foule  (The Crowd) de King Vidor
- 1928 : Ris donc, Paillasse !  (Laugh, Clown, Laugh)
- 1928 : Une gamine charmante (The Patsy), de King Vidor
- 1928 : Ombres blanches (White Shadows in the South Seas de W. S. Van Dyke et Robert Flaherty
- 1928 : Mirages (Show People)
- 1928 : À l'ouest de Zanzibar (West of Zanzibar)
- 1929 : Broadway Melody (The Broadway Melody), de Harry Beaumont
- 1929 : Le Procès de Mary Dugan (The Trial of Mary Dugan)
- 1929 : Voice of the City
- 1929 : The Iddle Rich de William C. de Mille
- 1929 : Loin vers l'est (Where East Is East)
- 1929 : La Fin de madame Cheyney (The Last of Mrs. Cheyney)
- 1929 : Hollywood chante et danse (The Hollywood Revue of 1929)
- 1929 : Hallelujah
- 1929 : His Glorious Night
- 1929 : The Kiss
- 1930 : Anna Christie de Clarence Brown
- 1930 : Rédemption (Redemption)
- 1930 : La Divorcée (The Divorcee)
- 1930 : Le Chant du bandit (The Rogue Song) de Lionel Barrymore
- 1930 : Big House
- 1930 : The Unholy Three
- 1930 : Soyons gai (Let Us Be Gay) de Robert Z. Leonard
- 1930 : Billy the Kid
- 1930 : Way for a Sailor
- 1930 : A Lady's Morals de Sidney Franklin
- 1931 : L'Inspiratrice de Clarence Brown
- 1931 : Trader Horn
- 1931 : Tribunal secret (The Secret Six) de George W. Hill
- 1931 : C’est mon gigolo (Just a Gigolo)
- 1931 : Âmes libres (A Free Soul) de Clarence Brown
- 1931 : Menschen hinter Gittern
- 1931 : La Faute de Madelon Claudet (The Sin of Madelon Claudet) d'Edgar Selwyn
- 1931 : The Guardsman
- 1931 : The Champ
- 1931 : Fascination (Possessed)
- 1931 : Vies privées (Privates Lives), de Sidney Franklin
- 1931 : Mata Hari
- 1932 : Freaks
- 1932 : Tarzan, l'homme singe (Tarzan the Ape Man)
- 1932 : Grand Hotel d'Edmund Goulding
- 1932 : Captive
- 1932 : Comme tu me veux (As You Desire Me) de George Fitzmaurice
- 1932 : La Femme aux cheveux rouges (Red-Headed Woman)
- 1932 : Chagrin d'amour (Smilin' Through) de Sidney Franklin
- 1932 : La Belle de Saïgon (Red Dust)
- 1932 : Raspoutine et l'Impératrice (Rasputin And The Empress) de Richard Boleslawski et Charles Brabin
- 1932 : Strange Interlude
- 1933 : Tugboat Annie
- 1933 : Mademoiselle Volcan (Bombshell) de Victor Fleming
- 1933 : Eskimo (Eskimo/Mala the Magnificent)
- 1934 : Quand une femme aime (Riptide)
- 1934 : Miss Barrett (The Barretts of Wimpole Street), de Sidney Franklin
- 1934 : La Veuve joyeuse (The Merry Widow)
- 1934 : What Every Woman Knows de Gregory La Cava
- 1935 : Biography of a Bachelor Girl
- 1935 : La Femme de sa vie (No More Ladies)
- 1935 : La Malle de Singapour (China Seas)
- 1935 : Les Révoltés du Bounty (Mutiny on the Bounty)
- 1935 : Une nuit à l'opéra  (A Night at the Opera)
- 1936 : La Loi du plus fort (Riffraff)
- 1936 : Roméo et Juliette (Romeo and Juliet)
- 1936 : Le Roman de Marguerite Gautier (Camille)
- 1937 : Le Chant du printemps (Maytime) de Robert Z. Leonard
- 1937 : Un jour aux courses (A Day at the Races) de Sam Wood
- 1937 : Le Règne de la joie (Broadway Melody of 1938) de Roy Del Ruth
- 1937 : Visages d'Orient ou La Terre chinoise (The Good Earth), de Sidney Franklin (coproducteur)
- 1938 : Marie Antoinette de W. S. Van Dyke